# Christo Popov
Christo Popov (* 8. März 2002 in Sofia) ist ein französischer Badmintonspieler.

## Karriere
Christo Popov siegte 2019 bei den Italian International, 2024 bei den German Open. 2024 startete er auch bei den Olympischen Spielen in Paris. Im Herrendoppel schied er gemeinsam mit Toma Junior Popov dabei schon in der Vorrunde aus.

## Erfolge

### Europaspiele
Herreneinzel
| Jahr | Ort                           | Gegner         | Ergebnis            | Resultat |
| ---- | ----------------------------- | -------------- | ------------------- | -------- |
| 2023 | Arena Jaskółka, Tarnów, Polen | Viktor Axelsen | 21–16, 16–21, 11–21 | Silber   |

Herrendoppel
| Jahr | Ort                           | Partner           | Gegner              | Ergebnis     | Resultat |
| ---- | ----------------------------- | ----------------- | ------------------- | ------------ | -------- |
| 2023 | Arena Jaskółka, Tarnów, Polen | Toma Junior Popov | Ben Lane Sean Vendy | 15–21, 14–21 | Bronze   |

### Badminton-Juniorenweltmeisterschaft
Herreneinzel
| Jahr | Ort                                      | Gegner             | Ergebnis    | Resultat |
| ---- | ---------------------------------------- | ------------------ | ----------- | -------- |
| 2019 | Kazan Gymnastics Center, Kasan, Russland | Kunlavut Vitidsarn | 8–21, 11–21 | Silber   |

### Junioreneuropameisterschaft
Herreneinzel
| Jahr | Ort                                         | Gegner        | Ergebnis    | Resultat |
| ---- | ------------------------------------------- | ------------- | ----------- | -------- |
| 2018 | Kalev Sports Hall, Tallinn, Estonia         | Arnaud Merklé | 7–21, 14–21 | Silber   |
| 2020 | Pajulahti Sports Institute, Lahti, Finnland | Yanis Gaudin  | 21–9, 21–18 | Gold     |

Mixed
| Jahr | Ort                                         | Partner       | Gegner                      | Ergebnis            | Resultat |
| ---- | ------------------------------------------- | ------------- | --------------------------- | ------------------- | -------- |
| 2020 | Pajulahti Sports Institute, Lahti, Finnland | Flavie Vallet | Gustav Bjorkler Edith Urell | 18–21, 21–13, 15–21 | Bronze   |

### BWF World Tour
Herreneinzel
| Jahr | Wettbewerb  | Level     | Gegner            | Ergebnis     | Resultat |
| ---- | ----------- | --------- | ----------------- | ------------ | -------- |
| 2024 | German Open | Super 300 | Rasmus Gemke      | 21–17, 21–16 | Sieger   |
| 2024 | Hylo Open   | Super 300 | Toma Junior Popov | 21–13, 21–10 | Sieger   |

### BWF International Challenge/Series
Herreneinzel
| Jahr | Wettbewerb            | Gegner              | Ergebnis           | Resultat |
| ---- | --------------------- | ------------------- | ------------------ | -------- |
| 2019 | Italian International | Subhankar Dey       | 21–16, 22–20       | Sieger   |
| 2022 | Ukraine Open          | Ong Ken Yon         | 21–14, 22–20       | Sieger   |
| 2022 | Nantes International  | Mads Christophersen | 8–21, 21–11, 14–21 | Finalist |
| 2022 | Dutch Open            | Mads Christophersen | 25–23, 21–10       | Sieger   |

Herrendoppel
| Jahr | Wettbewerb            | Partner           | Gegner                        | Ergebnis           | Resultat |
| ---- | --------------------- | ----------------- | ----------------------------- | ------------------ | -------- |
| 2018 | Bulgarian Open        | Toma Junior Popov | Chen Yu-jun Lin Bing-wei      | 17–21, 21–7, 21–17 | Sieger   |
| 2019 | Italian International | Toma Junior Popov | Bjarne Geiss Jan Colin Völker | 18–21, 16–21       | Finalist |

### Junioren
Herreneinzel
| Jahr | Wettbewerb        | Gegner                | Ergebnis                        | Resultat |
| ---- | ----------------- | --------------------- | ------------------------------- | -------- |
| 2017 | Hungarian Juniors | Ondřej Král           | 10–12, 11–6, 11–4, 11–13, 10–12 | Finalist |
| 2017 | Italian Juniors   | Julien Carraggi       | 21–15, 21–11                    | Sieger   |
| 2017 | Romanian Juniors  | Arnaud Merklé         | 14–21, 10–21                    | Finalist |
| 2017 | Danish Junior Cup | Karl Thor Søndergaard | 21–16, 21–13                    | Sieger   |
| 2018 | Hungarian Juniors | Arnaud Merklé         | 21–18, 10–21, 21–7              | Sieger   |
| 2018 | Spanish Juniors   | Arnaud Merklé         | 21–16, 9–21, 13–21              | Finalist |
| 2019 | Hungarian Juniors | Axel Henrik Parkhøi   | 21–9, 18–21, 21–10              | Sieger   |
| 2019 | Jakarta Juniors   | Syabda Perkasa Belawa | 14–21, 17–21                    | Finalist |
| 2020 | Dutch Juniors     | Jin Yong              | 21–14, 21–10                    | Sieger   |